# Steve Bastoni
Steve Bastoni est un acteur et producteur de cinéma australien d'origine italienne, né le 4 mars 1966 à Rome en Italie.

## Biographie
Fils de Raffaele Bastoni (en), Steve Bastoni naît le 4 mars 1966 à Rome en Italie. Il est particulièrement connu pour le rôle de Yiannis « Angel » Angelopoulos dans la série télévisée australienne Sydney Police de 1991 à 1996 et celui du commandant en second, Neil Hirsch, dans le téléfilm apocalyptique américano-australien USS Charleston, dernière chance pour l'humanité en 2000. Il apparaît dans le film Matrix Reloaded en 2003 et travaille dans la production cinématographique et le théâtre.
Après avoir eu une liaison avec l'actrice australienne Melissa George, Steve Bastoni se marie avec Bianca Pirrotta en octobre 2007. Le couple a trois enfants dont, Roman, né en juillet 2007 et Valentino, né en juin 2009.

## Filmographie sélective

### Cinéma
- 1987 : La Chevauchée de feu, de Simon Wincer, rôle d'un soldat turc
- 2003 : Matrix Reloaded, des Wachowski, rôle de Soren
- 2006 : Macbeth, de Geoffrey Wright, rôle de Banquo
- 2007 : Le Feu sous la peau, de Paul Goldman, rôle de Robert Andretti
- 2014 : La Promesse d'une vie, de Russell Crowe, rôle d'Omer
- 2022 : Poker Face de Russell Crowe, rôle de Paul Muccino

### Télévision
- 1991-1996 : Sydney Police, de Christopher Lee, rôle de Yiannis « Angel » Angelopoulos
- 2000 : USS Charleston, dernière chance pour l'humanité, de Russell Mulcahy, rôle du commandant en second Neil Hirsch
- 2010-2020 :Hawaii 5-0, de Leonard Freeman, rôle de Tom Bishop